# Heye (köping i Kina, Hunan, lat 27,42, long 112,44)
Heye (kinesiska: 荷叶, 荷叶镇) är en köping i Kina. Den ligger i provinsen Hunan, i den södra delen av landet, omkring 100 kilometer sydväst om provinshuvudstaden Changsha.
Genomsnittlig årsnederbörd är 1 676 millimeter. Den regnigaste månaden är maj, med i genomsnitt 269 mm nederbörd, och den torraste är oktober, med 41 mm nederbörd.